# Sant Esteve de Pomers
Sant Esteve de Pomers és la capella del Castell de Sant Esteve de Pomers, de la comuna de Clarà i Villerac, a la comarca del Conflent, de la Catalunya del Nord.
Està situada damunt d'un esperò rocós, al costat d'on hi havia el castell homònim, al sud de l'antic terme de Villerac, al sud-est del terme comunal al qual pertany.
Aquesta església roquera està documentada des de l'any 865, quan el comte Salomó d'Urgell i Cerdanya presidí un judici sobre possessions del terme de Prada reivindicades pel monestir de Santa Maria de la Grassa.
És una petita església d'una sola nau coberta amb volta de canó semicircular, suportada per arcs formers damunt dels murs laterals. A llevant, un absis semicircular ultrapassat, que inclou en la forma de l'absis l'arc presbiterial, mostra una forma molt primitiva, sense que arribi al traçat habitual en el preromànic. En l'actualitat, sense que es pugui datar des de quan existeix, hi ha un envà a l'interior que aïlla el santuari de la nau. La porta actual s'obre a la façana nord, però no és l'original, oberta al sud, que actualment dona a l'interior de l'edifici construït en aquell costat.
Damunt del tram de la nau immediat a l'absis s'aixeca un fals transsepte elevat, en forma de torre, que no es reflecteix a l'interior de la nau. Segons Adell, aquest fals trassepte pertany a l'obra original, i s'obria a la nau quan aquesta era coberta amb un embigat, i en construir posteriorment la volta de pedra, quedà separat de la nau.
Entre les obertures existents, tan sols la del centre de l'absis és original. La resta han estat alterades. L'edifici està arrebossat i encalcinat, i a penes se'n pot apreciar l'aparell, que s'intueix com a molt primitiu. És un edifici construït entre els segles x i xi.